# Diana ed Endimione
Diana ed Endimione è un dipinto di Francesco Solimena realizzato tra il 1705 ed il 1710. Raffigura la dea romana Diana, una delle dodici divinità dell'Olimpo, che si innamora del giovane pastore Endimione. Il dipinto è ospitato presso il National Museums Liverpool, che lo acquistò nel 1966, e viene considerato ancora oggi una delle opere di punta del museo.

## Il mito di Diana ed Endimione
Nella mitologia greca, la dea della luna, Selene, guida il suo carro lunare attraverso i cieli, venendo considerata la personificazione della Luna stessa. Selene è nota soprattutto per la sua relazione con il bellissimo mortale Endimione, il giovane pastore che dormiva su una montagna, e dal quale ebbe cinquanta figlie. La fine del VII secolo - la poetessa Saffo dell'inizio del VI secolo aC apparentemente aveva già menzionato la storia di Selene ed Endimione. Nella mitologia romana, gli attributi di Selene vengono adottati dalla dea Diana ed è per questo che viene menzionata come la dea che si innamora di Endimione. Entrambe le dee erano considerate dee lunari, tranne per il fatto che nella mitologia romana Diana rimase una dea vergine come la sua controparte greca, Artemide.

## Il dipinto
Diana ed Endimione fa parte dell'ultimo periodo delle opere del Solimena, quando si concentrò principalmente su soggetti mitologici; ha sviluppato questo interesse per le storie mitologiche che è stato ispirato dal movimento arcadico che abbraccia la cultura classica. Il dipinto faceva parte della rivalità dell'artista con il pittore Paolo de Matteis, innescata dalla visita dell'artista a Roma nel 1701. Diana nella mitologia greca è la dea associata alla caccia, alla Luna e alla castità, spesso raffigurata durante la caccia, o facendo il bagno dopo la caccia, accompagnata da ninfe. Solimena scelse di dipingere l'amore non corrisposto di Diana verso il giovane e bel pastore; il dipinto è un'allegoria dell'amore platonico.  Secondo il mito, Endimione andava a dormire sulla cima della montagna dove custodiva le sue pecore. Diana, innamorata della sua bellezza, è costretta a limitare il suo desiderio, a causa del suo essere una dea casta. È qui raffigurata come una cacciatrice vestita di una corta veste, che arriva dal cielo, seduta sulle nuvole, su un carro trainato da cavalli, mentre il corpo di Endimione è raffigurato nudo. Cupido punta una freccia verso di lei, pronto a scagliarla. Diana ha lo sguardo fisso sul corpo del giovane addormentato, con un misto di desiderio e disperazione.
Secondo la leggenda Diana veniva a baciare Endimione ogni notte quando dormiva in cima alla montagna. Il tocco leggero di Diana distolse in parte Endymion dal suo sonno e lui colse una breve occhiata di lei. Incredulo per la sua bellezza, lo attribuì a un sogno e iniziò a preferire il suo stato onirico alle banali routine quotidiane, ma non era mai sveglio quando lei era presente. Grazie al suo amore, Endimione ottenne l'eterna giovinezza e la bellezza senza tempo.